# Paus (Resende)
Paus ist eine Gemeinde (Freguesia) im portugiesischen Kreis Resende. In ihr leben 421 Einwohner (Stand 19. April 2021).

## Söhne und Töchter des Ortes
- Manuel da Silva Rodrigues Linda (* 1956), katholischer Bischof von Porto